# Spike Video Game Awards 2011
Spike Video Game Awards 2011 (também chamado de The 2011 VGAs) foi a 9ª cerimônia de premiação anual do Spike Video Game Awards na qual homenageou os jogos eletrônicos lançados em 2011. Foi realizado pela Spike TV, sendo o segundo a ocorrer em  Culver City, Califórnia, no Sony Pictures Studios. O evento teve como apresentador e host o famoso ator Zachary Levi.
A cerimônia ocorreu em 10 de dezembro de 2011, onde The Elder Scrolls V: Skyrim ganhou o prêmio de Jogo do Ano, enquanto Batman: Arkham City e Portal 2 foram os mais premiados consecutivamente, com cada um recebendo quatro prêmios. Entre as novidades, a Spike TV homenageou a franquia The Legend of Zelda com um prêmio especial para o Hall da Fama dos videogames. O prêmio foi recebido pelo produtor da série, Shigeru Miyamoto. Diferente dos anos anteriores, o Spike Video Game Awards 2011 foi co-transmitido no MTV2, Spike.com e Ginx TV. Cerca de 710,000 de pessoas acompanharam a celebração em sua totalidade.

## Apresentação
VGAs 2011 foi realizado em Culver City, na Califórnia, marcando a segunda vez que a premiação de videogames é realizada na região. O lugar escolhido para o evento foi o Sony Pictures Studios, com o programa acontecendo em 10 de dezembro de 2011.
Ao contrário de anos anteriores, Geoff Keighley não atuou como produtor da edição 2011 do Spike Video Game Awards, ficando na função de host durante o Pré-Show no tapete vermelho, ao lado dos apresentadores Daniel Kayser e Amanda MacKay. Pela primeira vez na história do Spike VGAs, a transmissão teve duração acima das tradicionais 1 hora, se estendendo para quase 2 horas e meia, um formato que foi seguido como padrão em futuros shows de premiação.
Com esforços de aumentar o número de público assistindo o programa, a Spike TV co-transmitiu o VGAs 2011 nos canais da MTV e Ginx TV, além de ter disponibilizado a chance de assinantes assistirem por meio do site oficial da Spike. O anfitrião e apresentador de toda a cerimónia foi Zachary Levi, famoso ator americano, conhecido por papéis em famosos filmes da 20th Century Fox, Marvel Studios e Warner Bros. Pictures.
A cerimônia também recebeu importantes figuras da indústria de jogos eletrônicos como Hideo Kojima da Konami e Cliff Bleszinski da Epic Games, onde apresentaram seus próximos lançamentos, respectivamente, Metal Gear Rising: Revengeance e Fortnite. Também houve presenças de inúmeros artistas da indústria do entretenimento, cinema e da música, como Charlie Sheen, Brooklyn Decker, Seth Green, Felicia Day, LL Cool J, Jason Biggs, Seann William Scott, Tony Hawk, Hulk Hogan, Stacy Keibler, Michael Chandler, Blake Anderson, Adam Devine e Anders Holm.
As apresentações musicais ficaram a cargo de The Black Keys e Deadmau5, além de uma grande orquestra trazida pela própria Spike TV para tocar algumas das canções dos jogos nomeados ao prêmio de Jogo do Ano.

### Anúncios de jogos
Como sempre ocorre, o VGAs 2011 contou múltiplos anúncios de novos jogos, bem como atualizações e trailers de títulos já anunciados, incluindo Hitman: Absolution e Mass Effect 3. Durante o Pré-show no tapete vermelho, a Bandai Namco anunciou o seu próximo jogo para o ano seguinte, Tekken Tag Tournament 2. O destaque da cerimônia neste ano foi para anúncios de novos jogos e conteúdos separados, onde houve presenças de estúdios como Naughty Dog, Remedy Entertainment, Ubisoft Montreal e BioWare.
Os anúncios de novos jogos foram:
| - Alan Wake's American Nightmare - BioShock Infinite - Command & Conquer: Generals 2 - Fortnite - Metal Gear Rising: Revengeance - Tekken Tag Tournament 2 | - The Amazing Spider-Man - The Last of Us - Tom Clancy's Rainbow 6: Patriots - Tony Hawk's Pro Skater HD - Transformers: Fall of Cybertron |

## Vencedores e indicados
Os indicados foram anunciados em 30 de novembro de 2011. Assim como nas edições do VGAs 2010 e VGAs 2009, a edição do Spike Video Game Awards 2011 conteve em seu total o número de 26 categorias, com uma adicional sendo votada apenas pelos fãs e usuários da internet, para Jogo Mais Aguardado. Qualquer jogo lançado entre janeiro de 2011 até 20 de novembro de 2011 era elegível para concorrer aos prêmios. Os candidatos foram compilados por painéis de júri de mais de 33 meios de comunicação de todo o mundo para os principais prêmios. O júri escolhido pela Spike TV tem o maior poder de voto na escolha dos campeões das categorias, como feito no MTV Video Music Awards, com 88% de escolha.
A novidade do evento foi a criação do "Video Game Hall of Fame Award" pela Spike TV, na qual homenageou a franquia The Legend of Zelda. O prêmio foi recebido ao vivo por Shigeru Miyamoto, produtor da série na Nintendo.

### Categorias
Títulos em negrito venceram nas respectivas categorias:
| Jogo do Ano | Estúdio do Ano |
| --- | --- |
| - The Elder Scrolls V: Skyrim – Bethesda Game Studios/Bethesda Softworks - Batman: Arkham City – Rocksteady Studios/Warner Bros. Games - Portal 2 – Valve - The Legend of Zelda: Skyward Sword – Nintendo EAD/Nintendo - Uncharted 3: Drake's Deception – Naughty Dog/Sony Computer Entertainment                            | - Bethesda Game Studios, por The Elder Scrolls V: Skyrim - Naughty Dog, por Uncharted 3: Drake's Deception - Rocksteady Studios, por Batman: Arkham City - Valve, por Portal 2                                                                                             |
| Melhor Jogo de Xbox 360 | Melhor Jogo de PS3 |
| - Batman: Arkham City – Rocksteady Studios/Warner Bros. Games - Forza Motorsport 4 – Turn 10 Studios/Microsoft Studios - Gears of War 3 – Epic Games/Microsoft Studios - Portal 2 – Valve | - Uncharted 3: Drake's Deception – Naughty Dog/Sony Computer Entertainment - inFAMOUS 2 – Sucker Punch Productions/Sony Computer Entertainment - Killzone 3 – Guerrilla Games/Sony Computer Entertainment - LittleBigPlanet 2 – Media Molecule/Sony Computer Entertainment |
| Melhor Jogo de Wii | Melhor Jogo de PC |
| - The Legend of Zelda: Skyward Sword – Nintendo EAD/Nintendo - Epic Mickey – Junction Point Studios/Disney Interactive Studios - Kirby's Return to Dream Land – HAL Laboratory/Nintendo - Lost in Shadow – Hudson Soft | - Portal 2 – Valve - Battlefield 3 – DICE/Electronic Arts - Minecraft – Mojang/Microsoft Studios - The Witcher 2 – CD Projekt RED/Atari Games |
| Melhor Jogo Portátil/Mobile | Melhor Jogo de Tiro |
| - Super Mario 3D Land – Nintendo EAD/Nintendo - Ghost Trick: Phantom Detective – Capcom - Infinity Blade – Chair Entertainment/Epic Games - Jetpack Joyride – Halfbrick Studios | - Call of Duty: Modern Warfare 3 – Sledgehammer Games/Infinity Ward/Activision - Battlefield 3 – DICE/Electronic Arts - Gears of War 3 – Epic Games/Microsoft Studios - RAGE – id Software/Bethesda Softworks                                                              |
| Melhor Jogo de Ação-aventura | Melhor RPG |
| - Batman: Arkham City – Rocksteady Studios/Warner Bros. Games - Assassin's Creed: Revelations – Ubisoft Montreal/Ubisoft - The Legend of Zelda: Skyward Sword – Nintendo EAD/Nintendo - Uncharted 3: Drake's Deception – Naughty Dog/Sony Computer Entertainment                                                             | - The Elder Scrolls V: Skyrim – Bethesda Game Studios/Bethesda Softworks - Dark Souls – FromSoftware/Bandai Namco Games - Deus Ex: Human Revolution – Eidos Montreal/Square Enix Europe - Dragon Age II – BioWare/Electronic Arts                                          |
| Melhor Jogo Multiplayer | Melhor Jogo de Esporte Individual |
| - Portal 2 – Valve - Battlefield 3 – DICE/Electronic Arts - Gears of War 3 – Epic Games/Microsoft Studios - RAGE – id Software/Bethesda Softworks | - Fight Night Champion – EA Canada/Electronic Arts - Tiger Woods PGA Tour 12: The Masters – EA Tiburon/Electronic Arts - Top Spin 4 – 2K Czech/2K Games - Virtua Tennis 4 – Sega Rosso/Sega                                                                                |
| Melhor Jogo de Esportes em Time | Melhor Jogo de Corrida |
| - NBA 2K12 – Visual Concepts/2K Games - FIFA 12 – EA Canada/Electronic Arts - NHL 12 – EA Canada/Electronic Arts - MLB: The Show 12 – SCE San Diego Studio/Sony Computer Entertainment | - Forza Motorsport 4 – Turn 10 Studios/Microsoft Studios - DiRT 3 – Codemasters - Driver: San Francisco – Ubisoft Reflections/Ubisoft - Need for Speed: The Run – EA Black Box/Electronic Arts                                                                             |
| Melhor Jogo de Luta | Melhor Jogo de Ritmo |
| - Mortal Kombat – NetherRealm Studios/Warner Bros. Games - Marvel vs. Capcom 3: Fate of Two Worlds – Capcom - The King of Fighters XIII – SNK Playmore/SNK - WWE All Stars – THQ San Diego/THQ | - The Legend of Zelda: Skyward Sword – Nintendo EAD/Nintendo - Child of Eden – Q Entertainment/Ubisoft - Dance Central 2 – Harmonix Music Systems/Microsoft Studios - The Gunstringer – Twisted Pixel Games/Microsoft Studios                                              |
| Melhor Jogo Independente | Melhor Jogo Adaptado |
| - Minecraft – Mojang/Microsoft Studios - Bastion – Supergiant Games/Warner Bros. Games - Superbrothers: Sword & Sworcery EP – Capybara Games - The Binding of Isaac – Edmund McMillen | - Batman: Arkham City – Rocksteady Studios/Warner Bros. Games - Back to the Future: The Game – Telltale Games - Captain America: Super Soldier – Next Level Games/High Voltage Software/Sega - Lego Star Wars III: The Clone Wars – TT Games/LucasArts                     |
| Melhor Música para Jogo | Melhor Trilha Sonora |
| - "Build That Wall (Zia's Theme)", por Darren Korb para Bastion - "Exile Vilify", por The National para Portal 2 - "I’m Not Calling You a Liar", por Florence and the Machine para Dragon Age II - "Setting Sail, Coming Home (End Theme)" por Darren Korb para Bastion - "Want You Gone" por Jonathan Coulton para Portal 2 | - Bastion – Supergiant Games/Warner Bros. Games - Batman: Arkham City – Rocksteady Studios/Warner Bros. Games - Deus Ex: Human Revolution – Eidos Montreal/Square Enix Europe - Portal 2 – Valve                                                                           |
| Melhores Gráficos | Melhor Performance Masculina |
| - Uncharted 3: Drake's Deception – Naughty Dog/Sony Computer Entertainment - Batman: Arkham City – Rocksteady Studios/Warner Bros. Games - L.A. Noire – Team Bondi/Rockstar Games - RAGE – id Software/Bethesda Softworks | - Stephen Merchant como Wheatley em Portal 2 - J. K. Simmons como Cave Johnson em Portal 2 - Mark Hamill como Joker em Batman: Arkham City - Nolan North como Nathan Drake em Uncharted 3: Drake's Deception                                                               |
| Melhor Performance Feminina | Melhor Jogo Digital |
| - Ellen McLain como GLaDOS em Portal 2 - Claudia Black como Chloe Frazer em Uncharted 3: Drake's Deception - Emily Rose como Elena Fisher em Uncharted 3: Drake's Deception - Tara Strong como Harley Quinn em Batman: Arkham City                                                                                           | - Bastion – Supergiant Games/Warner Bros. Games - Insanely Twisted Shadow Planet – Shadow Planet Productions/Microsoft Studios - Stacking – Double Fine Productions/THQ - Iron Brigade – Double Fine Productions/Microsoft Studios                                         |
| Melhor DLC | Personagem do Ano |
| - Portal 2: Peer Review – Valve - Fallout: New Vegas – Old World Blue – Obsidian Entertainment/Bethesda Softworks - Mass Effect 2: Arrival – BioWare/Electronic Arts - Mortal Kombat: Freddy Krueger – NetherRealm Studios/Warner Bros. Games                                                                                | - Joker, Batman: Arkham City - Nathan Drake, Uncharted 3: Drake's Deception - Marcus Fenix, Gears of War 3 - Wheatley, Portal 2 |
| Jogo Mais Aguardado | |
| - Mass Effect 3 – BioWare/Electronic Arts - BioShock Infinite – Irrational Games/2K Games - Diablo III – Blizzard Team 3/Blizzard Entertainment - Halo 4 – 343 Industries/Microsoft Studios - The Last Guardian – SCE Japan Studio/Sony Computer Entertainment                                                               | |

## Jogos com múltiplas indicações e prêmios
| Indicações                         | Jogo |
| ---------------------------------- | ---- |
| 12                                 |      |
| Portal 2                           |      |
| 11                                 |      |
| Batman: Arkham City                |      |
| 10                                 |      |
| Uncharted 3: Drake's Deception     |      |
| 5                                  |      |
| Bastion                            |      |
| 4                                  |      |
| Gears of War 3                     |      |
| The Elder Scrolls V: Skyrim        |      |
| The Legend of Zelda: Skyward Sword |      |
| 3                                  |      |
| Battlefield 3                      |      |
| 2                                  |      |
| Assassin's Creed: Revelations      |      |
| Call of Duty: Modern Warfare 3     |      |
| Deus Ex: Human Revolution          |      |
| Dragon Age II                      |      |
| Forza Motorsport 4                 |      |
| Minecraft                          |      |
| Mortal Kombat                      |      |
| RAGE                               |      |

| Prêmios | Jogo                               |
| ------- | ---------------------------------- |
| 4       | Batman: Arkham City                |
| 4       | Portal 2                           |
| 3       | Bastion                            |
| 3       | The Elder Scrolls V: Skyrim        |
| 2       | The Legend of Zelda: Skyward Sword |
| 2       | Uncharted 3: Drake's Deception     |